# 明日になったら
「明日になったら」（あしたになったら）は、日本の歌手アン・ルイスの2枚目のシングル。規格品番：SV-2174。

## 概要
デビュー曲「白い週末」と同じく、作詞なかにし礼、作曲・編曲は川口真が手掛けている。
2020年9月2日にはMEG-CDとして復刻された。規格品番はVODL-30127。

## 収録曲
2曲共に、作詩：なかにし礼 / 作編曲：川口真 / 演奏：ビクター・オーケストラ
1. 明日になったら（3分3秒）
2. 愛の聖書（2分43秒）